# روبانا حق
روبانا حق (البنغالية: รুবন হক؛ من مواليد 9 فبراير 1964) هي سيدة أعمال وأكاديمية جامعية وشاعرة بنجلاديشية. شغلت نائب رئيس الجامعة الآسيوية للسيدات (AUW) منذ فبراير 2022. هي رئيس مجموعة محمدي، وهي تكتل بنغلاديشي في صناعة الملابس. تم انتخابها كأول رئيسة لجمعية مصنعي ومصدري الملابس في بنغلاديش خلال الفترة 2019-2021.
ظهرت ضمن قائمة بي بي سي 100 امرأة في عامي 2013 و2014.

## نشأتها
ولدت روبانا حق في 09 فبراير عام 1964 في دكا في باكستان الشرقية. تلقت تعليمها في مدرسة فيقارونيسا نون وكلية هولي كروس. أكملت درجة الماجستير في الأدب الإنجليزي من جامعة إيست ويست عام 2008 والدكتوراه من جامعة جادافبور عام 2018.